# Herb Jaraczewa
Herb Jaraczewa – jeden z symboli miasta i gminy Jaraczewo.

## Wygląd i symbolika
Herb przedstawia na tarczy w polu czerwonym złoty ruszt.
Ruszt paleniskowy symbolizuje św. Wawrzyńca, który jest patronem Jaraczewa. Widnieje on już na dokumentach cechów jaraczewskich z XVII- XVIII wieku.
Przywileje króla Zygmunta Starego z 1519 r. wystawione dla Trybucego Jaraczewskiego – ówczesnego właściciela Jaraczewa, które nadały wsi prawa miasta prywatnego, nadały jednocześnie miastu prawo używania herbu.